# Násobení
Násobení je vedle sčítání jedna ze základních početních operací v aritmetice. Symbol násobení je · nebo ×, vstupní hodnoty se nazývají činitelé, výsledek násobení součin. Opakovaným násobením získáváme umocňování.
Například  3 · 4 se čte „tři krát čtyři“ a je násobení činitelů 3 a 4, jejich součin je 12: 
3 · 4 = 12
Násobení je stejně jako sčítání komutativní, nezáleží na pořadí činitelů:
3 · 4 = 4 · 3 = 12

## Násobení dvou přirozených čísel
Násobení přirozených čísel představuje jejich opakované sčítání.
{\displaystyle {\begin{matrix}\underbrace {b+b+\cdots +b} \\{a}\\[-4ex]\end{matrix}}=\sum _{i=1}^{a}b=a\cdot b}
{\displaystyle a} a {\displaystyle b} se nazývají činitelé. Výsledek, „a krát b“, se nazývá součin.
Pro výše uvedený příklad součin vyjádřit opakovaným sčítáním:
3 · 4 = 4 + 4 + 4
4 · 3 = 3 + 3 + 3 + 3
Soubor násobků malých přirozených čísel se v didaktice matematiky nazývá násobilka.

## Další případy násobení
Při násobení více nebo mnoha čísel se používá písmeno Π z řecké abecedy (případně symboly jemu podobné):
{\displaystyle 3\cdot 5\cdot 7\cdot 9\cdot 11=\prod _{i=1}^{5}(2i+1)=10\ 395}
nebo také
{\displaystyle {\frac {3}{1}}\cdot {\frac {4}{2}}\cdot {\frac {5}{3}}\cdot \;\dots \;\cdot {\frac {n+2}{n}}=\prod _{i=1}^{n}{\frac {i+2}{i}}={\frac {(n+1)(n+2)}{2}}}
Existuje i zvláštní případ násobení přirozených čísel – faktoriál
{\displaystyle 1\cdot 2\cdot 3\cdot \dots \cdot n=\prod _{i=1}^{n}i=n!}
Opakované násobení stejných činitelů obvykle nahrazujeme umocňováním
{\displaystyle 2\cdot 2\cdot 2\cdot 2\cdot 2\cdot 2=2^{6}=64}
Opačná operace násobení je dělení.

## Používané symboly
Namísto 3 · 4 se někdy píše také 3 × 4, což bylo obvyklé zejména v minulosti, nyní se v matematice znak × používá speciálně pro kartézský součin množin a vektorový součin vektorů. V počítačových programech nebo na kalkulačkách se často používá znak *. Znak × či x připojený bez mezery za číslo se v běžném textu či seznamech běžně používá pro označení počtu věcí či úkonů, například „2× máslo“ v soupisu nákupu nebo „pro výstup s kočárkem stiskněte 2×“. Při násobení proměnnou se zpravidla symbol násobení vynechává úplně, tedy píše se například (5x, xy).

## Pravidla
V algebraickém tělese (např. {\displaystyle \mathbb {R} } a {\displaystyle \mathbb {Q} }) platí:
- Zákon asociativní: {\displaystyle a\cdot (b\cdot c)=(a\cdot b)\cdot c=a\cdot b\cdot c}
- Zákon komutativní: {\displaystyle a\cdot b=b\cdot a}
- Zákon distributivní: {\displaystyle a\cdot (b+c)=a\cdot b+a\cdot c}
- Neutrální prvek = 1: {\displaystyle a\cdot 1=a}
- Inverzní prvek: {\displaystyle a\cdot a^{-1}=1}
- Absorbující prvek = 0: {\displaystyle a\cdot 0=0}